# علاقات حلف الناتو الخارجية
| الدول الأعضاء لحلف الناتو توسع الناتو حوار مكثف | Individual Partnership Action Plan الشراكة من أجل السلام الشراكة الطامحة لأعضاء السلام |

خريطة حلف الناتو في أوروبا
الدول الأعضاء لحلف الناتو
توسع الناتو
حوار مكثف
Individual Partnership Action Plan
الشراكة من أجل السلام
الشراكة الطامحة لأعضاء السلام

يقيم الناتو (حلف شمال الأطلسي) علاقات خارجية مع العديد من الدول غير الأعضاء في جميع أنحاء العالم. كما يدير عدداً من البرامج التي توفر إطاراً للشراكات بينها وبين هذه الدول غير الأعضاء، على عادة على هذا الموقع البلدان. وتشمل هذه مجلس الشراكة الأوروبية الأطلسية، والشراكة من أجل السلام.

## أوروبا

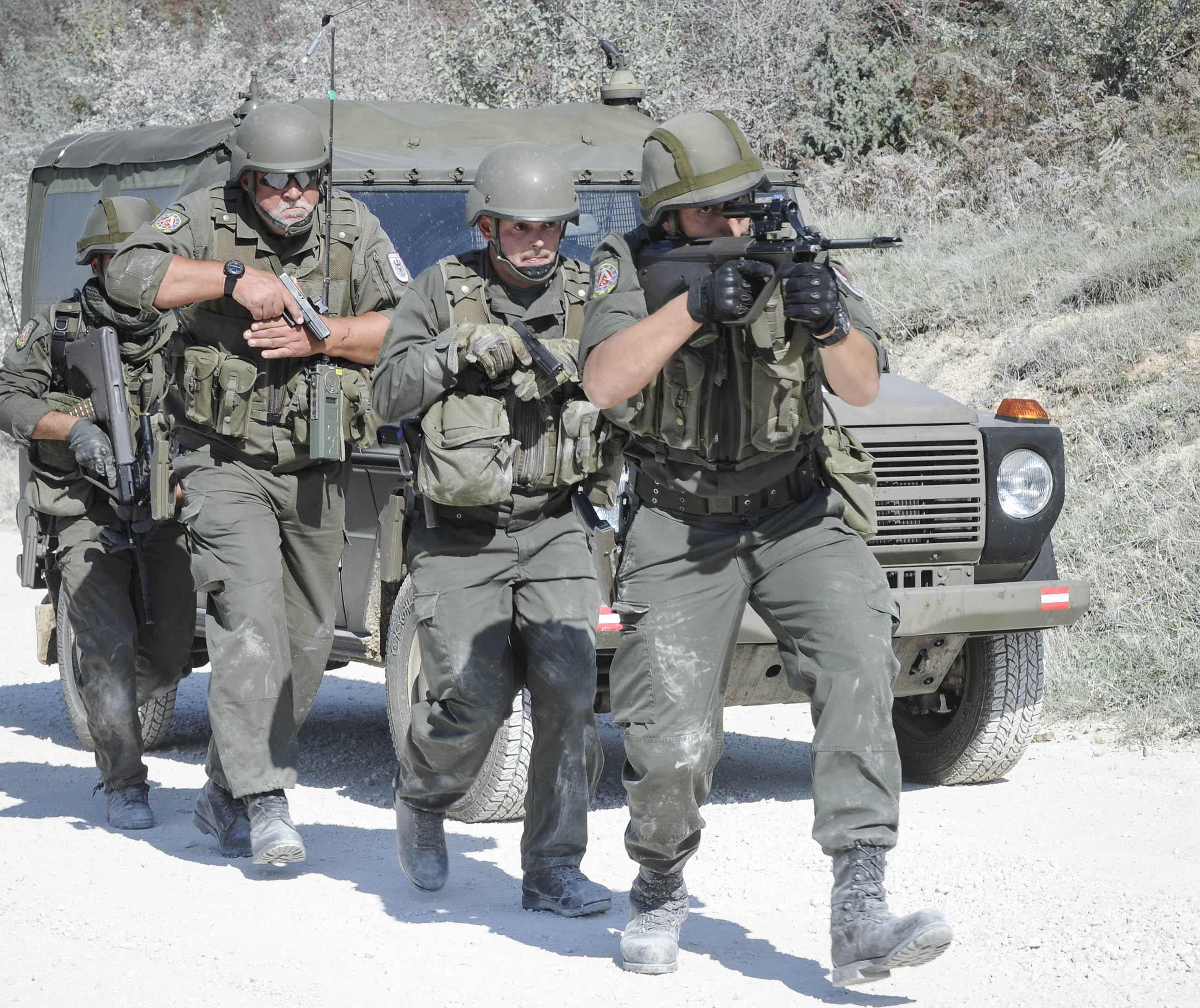
تدريبات قوات الاتحاد الأوروبي (EUFOR) النمساوية خلال المناورات الدولية "الاستجابة السريعة 2016" في البوسنة والهرسك.

ثمّة ست دول أعضاء في الاتحاد الأوروبي، وكل هذه الدول كانت قد أعلنت عدم انضمامها إلى التحالفات العسكرية، ليست أعضاء في منظمة حلف الناتو: أيرلندا والسويد وفنلندا وقبرص والنمسا. وبالإضافة إلى ذلك، حافظت سويسرا، المحاطة بالاتحاد الأوروبي، على حيادها من خلال بقائها دون عضوية في الاتحاد الأوروبي. انضمت جميع هذه البلدان باستثناء قبرص إلى برنامج الشراكة من أجل السلام، في حين وقّعت السويد وفنلندا اتفاقًا خاصًا لدعم البلد المضيف مع منظمة حلف الناتو في عام 2014. بالإضافة إلى أن لمنظمة حلف الناتو علاقات دبلوماسية مع خمسة بلدان في أوروبا الصغرى، وهم أندورا وليختنشتاين وموناكو وسان مارينو ومدينة الفاتيكان.

### أرمينيا
حافظت أرمينيا على علاقات إيجابية مع أعضاء منظمة حلف شمال الأطلسي ووقعت من أجل برنامج الشراكة من أجل السلام ومجلس الشراكة الأوروبية - الأطلسية وخطة عمل الشراكة الفردية. بيد أنه من غير المرجح أن تنضم أرمينيا إلى منظمة حلف الناتو لأن سياساتها كثيرًا ما تتوافق مع روسيا، وما تزال عضوًا في رابطة الدول المستقلة ومنظمة معاهدة الأمن الجماعي. انسحبت أرمينيا من مشاركتها في مناورات حلف الناتو العسكرية في جورجيا في الثامن من مايو عام 2009، وذلك بسبب الدعم المزعوم من جانب الأمين العام لمنظمة حلف الناتو لأذربيجان، الأمر الذي قد يجعل احتمال انضمام أرمينيا إلى منظمة حلف الناتو في نهاية المطاف أقل بكثير. بيد أن أرمينيا تشارك في بعض عمليات حفظ السلام التي تقوم بها منظمة حلف الناتو. لدى أرمينيا ما يقرب من 130 جنديًا في أفغانستان، كجزء من القوة الدولية للمساعدة الأمنية بقيادة حلف الناتو. وهم يخدمون تحت القيادة الألمانية لحماية مطار في كوندوز.

### أذربيجان
وفقًا لمصدر دبلوماسي لمنظمة حلف الناتو في أغسطس عام 2009، كان بعض المسؤولين الرئيسيين في مقر المنظمة في بروكسل يدفعون بقوة من أجل إشراك أذربيجان في مسألة العضوية. وقد أيدت كل من «تركيا ورومانيا وإيطاليا وبولندا والمملكة المتحدة ودول البلطيق» المسار السريع لعضوية أذربيجان في منظمة حلف الناتو. في حين دعم الرئيس إلهام علييف بشكل عام عدم الحرب (وإن لم يكن الحياد بسبب الصراع الذي لم يحسم بعد مع أرمينيا بشأن ناغورنو كاراباخ) منذ صعوده إلى السلطة في عام 2003، فقد استضافت أذربيجان تدريبات عسكرية واجتماعات بارزة لحلف الناتو في عام 2009. من شأن الصراع الذي لم يحسم بعد بشأن ناغورني - كاراباخ أن يشكل عائقًا رئيسيًا أمام مسألة العضوية. وقد جعلت أذربيجان سياستها بعدم اتساقها مع هيكل جغرافي سياسي/عسكري رسمية عندما أصبحت عضوًا في حركة عدم الانحياز في عام 2011.

### قبرص
تُعتبر قبرص الدولة الوحيدة العضو في الاتحاد الأوروبي التي ليست دولة عضوا في منظمة حلف الناتو ولا هي عضو في برنامج حزب العمال التقدمي. صوّت برلمان قبرص في فبراير عام 2011 لطلب العضوية في البرنامج، لكن الرئيس ديميتريس كريستوفياس كان ضد ذلك القرار لأنه من شأنه أن يعرقل محاولاته للتفاوض على إنهاء النزاع القبرصي وتجريد الجزيرة من السلاح. ومن المرجح أن تقوم تركيا، وهي عضو كامل العضوية في منظمة حلف الناتو، باستخدام حق النقض ضد أي محاولة من جانب قبرص للتعامل مع منظمة حلف الناتو إلى أن يتم حلّ النزاع. وقد صرّح الفائز في الانتخابات الرئاسية القبرصية في فبراير عام 2013، نيكوس أناستاسياديس، أنه ينوي طلب العضوية في برنامج الشراكة من أجل السلام بعد وقت قصير من تولي المنصب. وقد فصل وزير الخارجية الحالي نيكوس كريستودوليدس عضوية القبارصة في منظمة حلف الناتو أو الشراكة من أجل السلام، مفضلًا إبقاء الشؤون الخارجية والدفاعية لقبرص في إطار الاتحاد الأوروبي.

### فنلندا
تشارك فنلندا في جميع المجالات الفرعية تقريبًا من برنامج الشراكة من أجل السلام، وقدمت قوات لحفظ السلام لكل من بعثتي أفغانستان وكوسوفو. غير أن استطلاع للرأي أجري في عام 2005 أشار إلى أن الجمهور يعارض بشدة عضوية منظمة الناتو. كانت إمكانية انضمام فنلندا إلى المنظمة إحدى أهم القضايا التي نوقشت فيما يتعلق بالانتخابات الرئاسية الفنلندية لعام 2006.
أيّد المرشح الرئيسي للمعارضة في انتخابات عام 2006، سولي نيينيستو من حزب الائتلاف الوطني، فنلندا في الانضمام إلى منظمة حلف الناتو الذي يعتبره «أكثر أوروبية». أيّد أيضًا زميل حزب الشعب السويدي هينريك لاكس هذا المفهوم. وعلى الجانب الآخر، عارضت رئيس الحزب الديمقراطي الاجتماعي تاريا هالونن تغيير الوضع الراهن، مثلما فعل معظم المرشحين الآخرين في الانتخابات. فوز هالونن وإعادة انتخابها لمنصب الرئيس وضعت حاليًا قضية عضوية حلف الناتو لفنلندا معلقة لفترة ولايتها على الأقل. بيد أن فنلندا تستطيع أن تغير موقفها الرسمي بشأن عضوية حلف الناتو بعد أن توضح معاهدة الاتحاد الأوروبي الجديدة ما إذا كانت هناك أي صفقة دفاع جديدة على مستوى الاتحاد الأوروبي، لكن قوات الدفاع الفنلندية تقوم في غضون ذلك بالتحضيرات الفنية للعضوية، قائلة بانه من شأنها أن تزيد من أمن فنلندا. ولا يوجد حاليًا أي حزب سياسي يؤيد صراحة عضوية حلف الناتو.
من بين الشخصيات السياسية الأخرى في فنلندا التي أثرت في الآراء، رئيس فنلندا السابق مارتي أهتيساري، الذي جادل بأنه ينبغي لفنلندا أن تنضم إلى جميع المنظمات التي تدعمها الديمقراطيات الغربية الأخرى من أجل «التخلي نهائيًا عن عبء التحويل الفنلندي». يعارض رئيس سابق آخر، وهو ماونو كويفيستو، هذه الفكرة بحجة أن عضوية حلف الناتو من شأنها أن تدمر علاقات فنلندا مع روسيا. تلقت فنلندا بعض ردود الفعل الحاسمة للغاية من روسيا على النظر حتى في إمكانية الانضمام إلى حلف الناتو إذ أشارت دراسة أجريت في عام 2009 إلى أن هذا قد يكون له انعكاسات على علاقات روسيا بالاتحاد الأوروبي ومنظمة حلف الناتو ككل. في أكتوبر عام 2009، أكّد رئيس الوزراء الفنلندي ماتي فانهانن أن فنلندا ليس لديها خطط للانضمام إلى حلف الناتو، وذكر أن الدرس الرئيسي لحرب أوسيتيا الجنوبية عام 2008 هو الحاجة إلى علاقات أوثق مع روسيا. في سبتمبر عام 2014، وقّعت فنلندا اتفاقًا مع حلف الناتو يسمح بإجراء تدريبات مشتركة على الأراضي الفنلندية ويسمح بمساعدة أعضاء حلف الناتو في حالات مثل «الكوارث والاضطرابات والتهديدات الأمنية. وعلى هذا النحو، شاركت فنلندا (والسويد) في تدريب تحدي القطب الشمالي الذي قاده حلف الناتو في عام 2015. 